# Peterskirche (Lobeda)

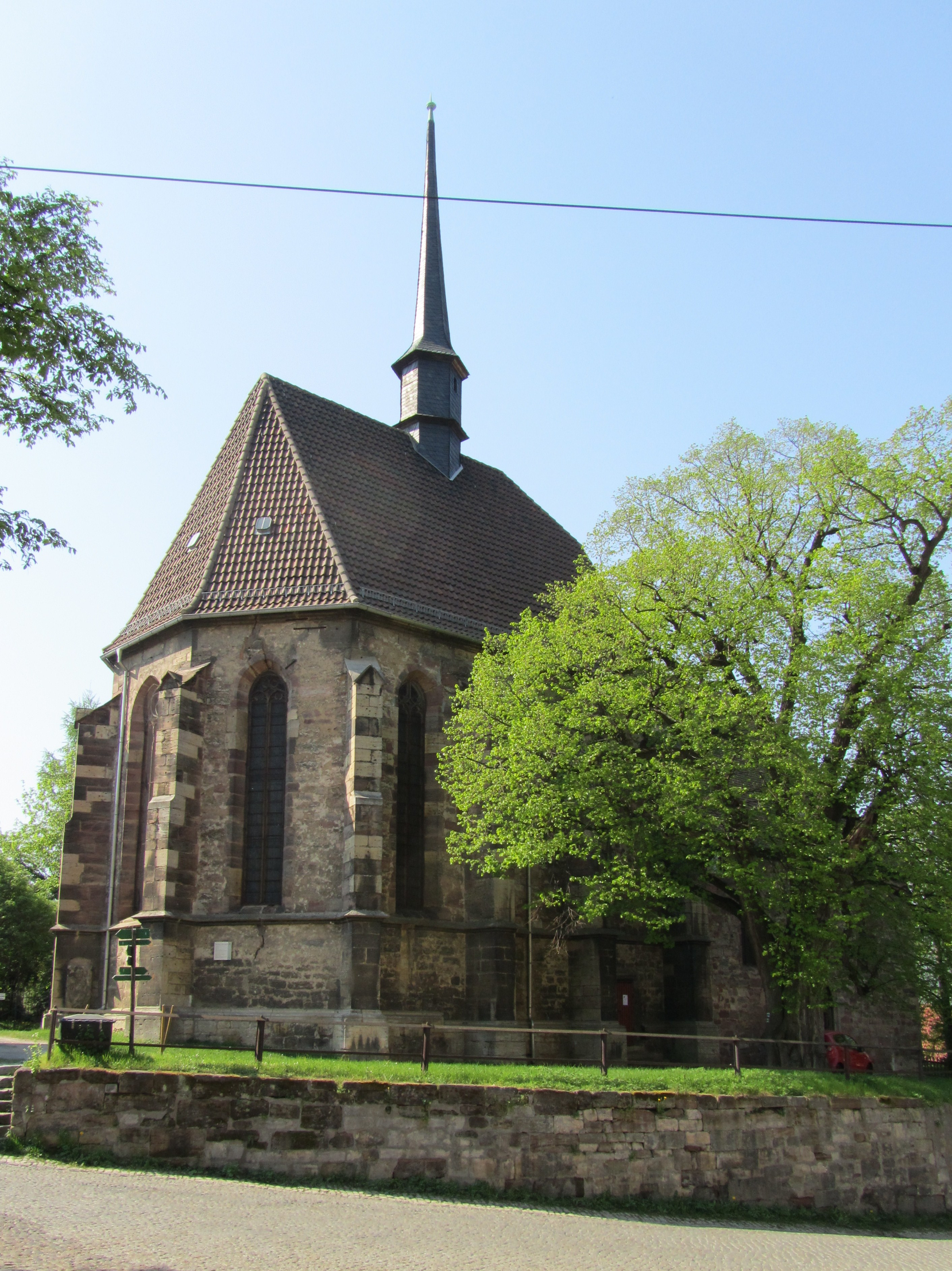
Peterskirche Lobeda

Die Peterskirche steht zentral in der Altstadt Lobeda der Stadt Jena in Thüringen.

## Geschichte
Indizien deuten darauf hin, dass es 967 eine Kirche Santa Maria in Kirchberg – heute in Lobeda – gab. 1228 wurde der Vorgängerbau der Peterskirche erstmals urkundlich genannt. Er wurde im Sächsischen Bruderkrieg (1446–1451) zerstört.

## Bautätigkeiten
Der Wiederaufbau des Langhauses erfolgte 1489 und des gotischen Chors um 1500. 1556 folgte der Einbau der Steinkanzel.
1749/50 wurde das Langhaus eingewölbt. Es erfolgte eine Generalrenovierung der Kirche mit dem Einbau der Doppelemporen und einer Orgelempore für eine Scherff-Orgel.
1868 wurde der Glockenturm ummauert und 1906 das Kirchinnere restauriert.
Bei der letzten Renovierung 1965–1967 legte man Decken- und Wandmalereien eines unbekannten Meisters von 1490 frei.
Im Jahre 1977 installierte der Gothaer Orgelbaumeister Gerhard Böhm eine neue Orgel mit vier Registern, einem Manual und abhängendem Pedal.